# Kościół św. Elżbiety w Düsseldorfie-Stadtmitte
Kościół św. Elżbiety (niem. Kirche St. Elisabeth) – rzymskokatolicka świątynia znajdująca się w niemieckim mieście Düsseldorf, w dzielnicy Stadtmitte. Siedziba parafii śś. Elżbiety i Wincentego.

## Historia
Kościół wzniosły w latach 1909–1910 parafie Maria Himmelfahrt i Maria Empfängnis. Ustanowiono go siedzibą rektoratu. Budynek został znacznie zniszczony podczas II wojny światowej, po wojnie przywrócono go do stanu użytkowania, lecz absydę odbudowano dopiero w 1994 roku. W latach 90. XX wieku kard. Joachim Meisner podarował parafii relikwie kości św. Elżbiety. Przechowywane były za kuloodporną szybą. Relikwie zostały skradzione w czerwcu 2016 roku, w ich miejscu ustawiono atrybuty św. Elżbiety – różę i kłos pszenicy.
21 czerwca 1993 roku świątynię wpisano do rejestru zabytków.

## Architektura i wyposażenie
Świątynia neoromańska, trójnawowa, wzniesiona wg. projektu Josefa Kleesattela. o układzie bazylikowym. Pierwotnie planowana jako świątynia wolno stojąca, obecnie stoi w zabudowie zwartej. Przy wejściu do kościoła, pośrodku nawy, ustawiono chrzcielnicę. Witraże pochodzą z lat 50. i 60. XX wieku, część z nich wykonał Ernst Jansen-Winkeln.
Na wieżach kościoła zawieszonych jest łącznie pięć brązowych dzwonów, zestrojonych w motyw Te Deum laudamus. Dane instrumentów:
| Imię            | Waga    | Średnica | Ton  | Rok odlania | Odlewnia                         |
| --------------- | ------- | -------- | ---- | ----------- | -------------------------------- |
| Heilig Geist    | 460 kg  | 91,7 cm  | a'   | 1964        | Petit & Gebr. Edelbrock, Gescher |
| Albertus Magnus | 550 kg  | 97,5 cm  | gis' | 1964        | Petit & Gebr. Edelbrock, Gescher |
| Ludwig          | 820 kg  | 109,5 cm | fis' | 1964        | Petit & Gebr. Edelbrock, Gescher |
| Marien          | 1180 kg | 123,8 cm | e'   | 1964        | Petit & Gebr. Edelbrock, Gescher |
| Elisabeth       | 2050 kg | 149 cm   | cis' | 1964        | Petit & Gebr. Edelbrock, Gescher |